# Santa Lucía Chacalcingo

Santa Lucía junto con los demás barrios de Santa Ana

Santa Lucía Chacalcingo o simplemente Santa Lucía, es un barrio de la ciudad salvadoreña de Santa Ana cuyos orígenes se remontan a la época precolombina, siendo un pueblo separado aunque tributario a Cihuatehuacán (actual Santa Ana) dentro del Señorío de Cuzcatlán; durante la época colonial fue un pueblo anejo de Santa Ana y después de la independencia un municipio del Departamento de Sonsonate hasta 1854 cuando se lo unió como barrio a la ciudad de Santa Ana.
El barrio se encuentra limita al noreste con el barrio San Juan, al sureste con los barrios San Sebastián y Nuevo, al sur con el barrio San Antonio, y al norponiente y poniente se ve limitado por varias elevaciones orográficas (como la loma de Santa Lucía) con el cantón Comecayo; dentro del barrio se encuentran: la colonia Santa Lucía, residencial Santa Lucía II, urbanización Contexa, urbanización Altos de Santa Lucía, comunidad La Esperanza, y las multifamiliares del condominio Santa Lucía.

## Historia
Chacalcingo fue un pueblo de origen precolombino que fue fundado en una fecha indeterminada en las faldas y cauce del cerro y quebrada homónimas; en el momento anterior de la conquista era una población pipil que formaba parte de la provincia de Cihuatehuacán (siendo por lo tanto tributario a la cabecera homónima de la provincia, la actual Santa Ana) dentro del Señorío de Cuzcatlán, para 1520 tenía una población aproximada de 96 habitantes y al igual que el resto de la provincia donde se encontraba se cultivaba maíz, algodón, frijol, chile y cacao, se elaboraba ropa y se criaban pavos.
Fue conquistado por los españoles en 1528 perteneciendo desde ese momento a la provincia de San Salvador, siendo al igual que Cihuatehuacan su primer encomendero Diego de Usagre; en 1532, cuando el primer obispo de Guatemala Francisco Marroquín recolecto información de los encomenderos y tributos que recibían de los pueblos encomendados en la provincia de San Salvador, tenía alrededor de 55 habitantes debido a que su población se había reducido por la pandemias de viruela en 1520 y peste bubónica en 1529.
En 1577 la Provincia de San Salvador fue elevada al rango de Alcaldía Mayor y por lo tanto está población comenzó a formar parte de tal división administrativa como anejo de la población de Santa Ana (la anterior  Cihuatehuacán, que había sido nombrada así en 1569 por el segundo obispo de Guatemala Bernardino Villalpando) que seguía estando en calidad de encomienda.
Desde el siglo XVII empezó a formar parte como anejo del curato de Santa Ana dentro de la Alcaldía Mayor de San Salvador. Para 1740 tenía una población de alrededor de 325 habitantes, en cambio para 1770 su población se había reducido a 244 habitantes.
Desde 1786 perteneció al distrito de Santa Ana en el partido homónimo de la Intendencia de San Salvador. En 1824 se convirtió en municipio del departamento de Sonsonate tras la entrada en vigencia de la primera constitución de El Salvador siendo en ese entonces el país un estado de la República Federal de Centroamérica y tras la declaración El Salvador como república independiente en 1841 continuó siendo un municipio del mismo departamento antedicho.
El 8 de marzo de 1854 por disposición legislativa se le quitó el título de pueblo y fue unido como barrio a la ciudad de Santa Ana, pasando a formar su municipalidad y sus tierras comunales y ejidales desde el 11 de marzo del mismo año parte del municipio de Santa Ana; el acta de anexión fue firmada el 9 de febrero de 1854 en Cojutepeque por el diputado Albino Díaz, el senador José María Vides y el secretario honorario Horacio Parker.